# De standhaftige
De standhaftige (conosciuto anche col titolo internazionale Walk with Me) è un film del 2016 diretto da Lisa Ohlin.

## Trama
Thomas, giovane soldato danese di venticinque anni, perde le gambe in Afghanistan. Rientrato in patria ha difficoltà a relazionarsi con le persone che lo circondano, perché non ottiene i risultati sperati durante la riabilitazione. Proprio al centro di riabilitazione incontra Sofie, una ballerina del Royal Danish Ballet, che sta aiutando una zia malata. La ragazza sarà in grado di aiutare il giovane soldato a accelerare la sua guarigione fisica, grazie alla profonda padronanza del corpo umano che hanno numerosi ballerini. L'evoluzione fisica si affiancherà alla ricostruzione psicologica del giovane uomo.
Alla fine del film una didascalia informa lo spettatore che la fondazione del Balletto Reale Danese ha avuto l'idea di lanciare il progetto "Danish Wounded Warriors", in cui dei ballerini avrebbero collaborato alla rieducazione dei soldati gravemente feriti. Oggi il DWW è divenuto un centro reputato a livello internazionale.

## Critica
Il film, che ha avuto buone critiche, era stato inserito nella short-list dei film che avrebbero potuto rappresentare la Danimarca agli Oscar, tuttavia fu poi selezionato il film Land of Mine - Sotto la sabbia.